# Вавель

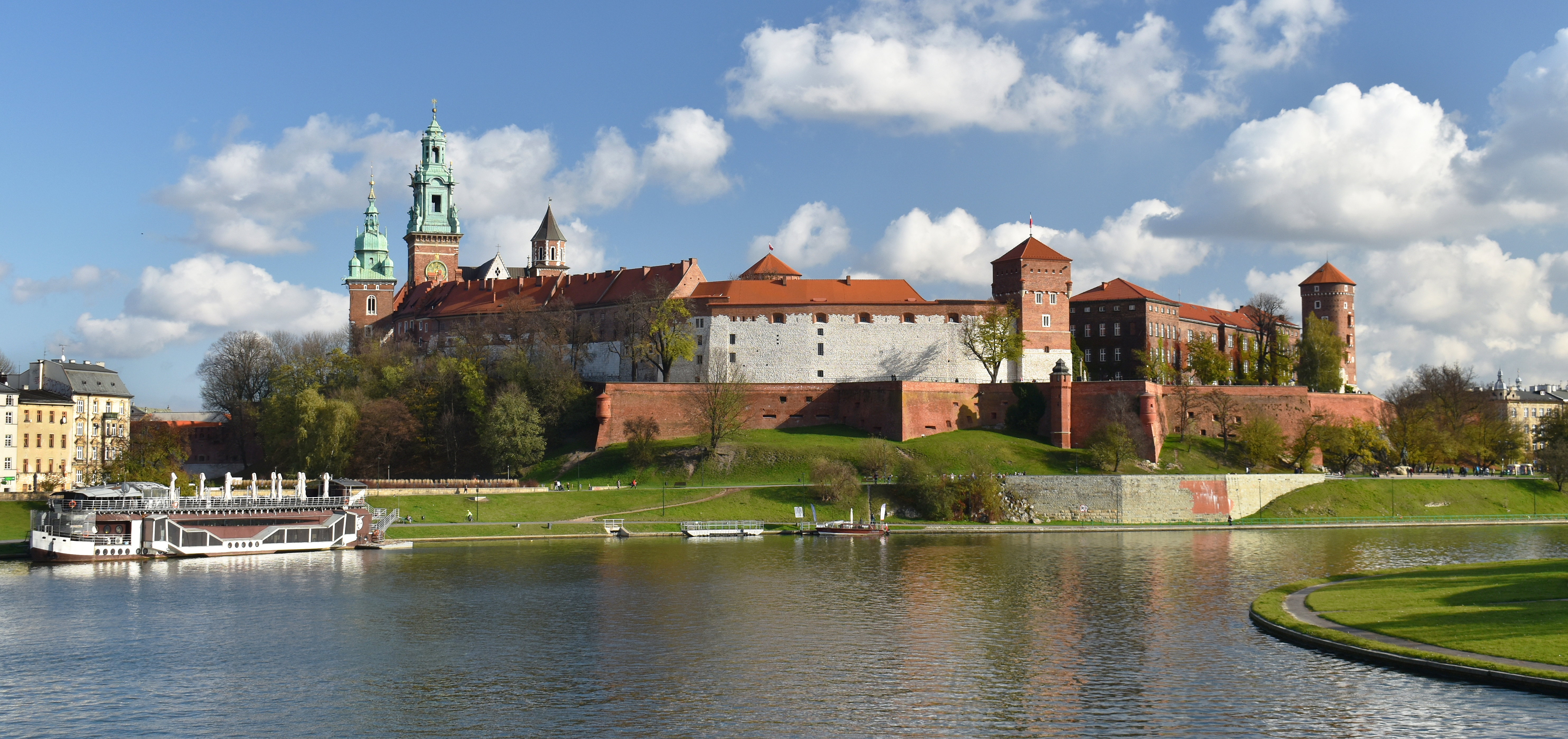
Вид на Вавельский холм с Дембницкого моста.

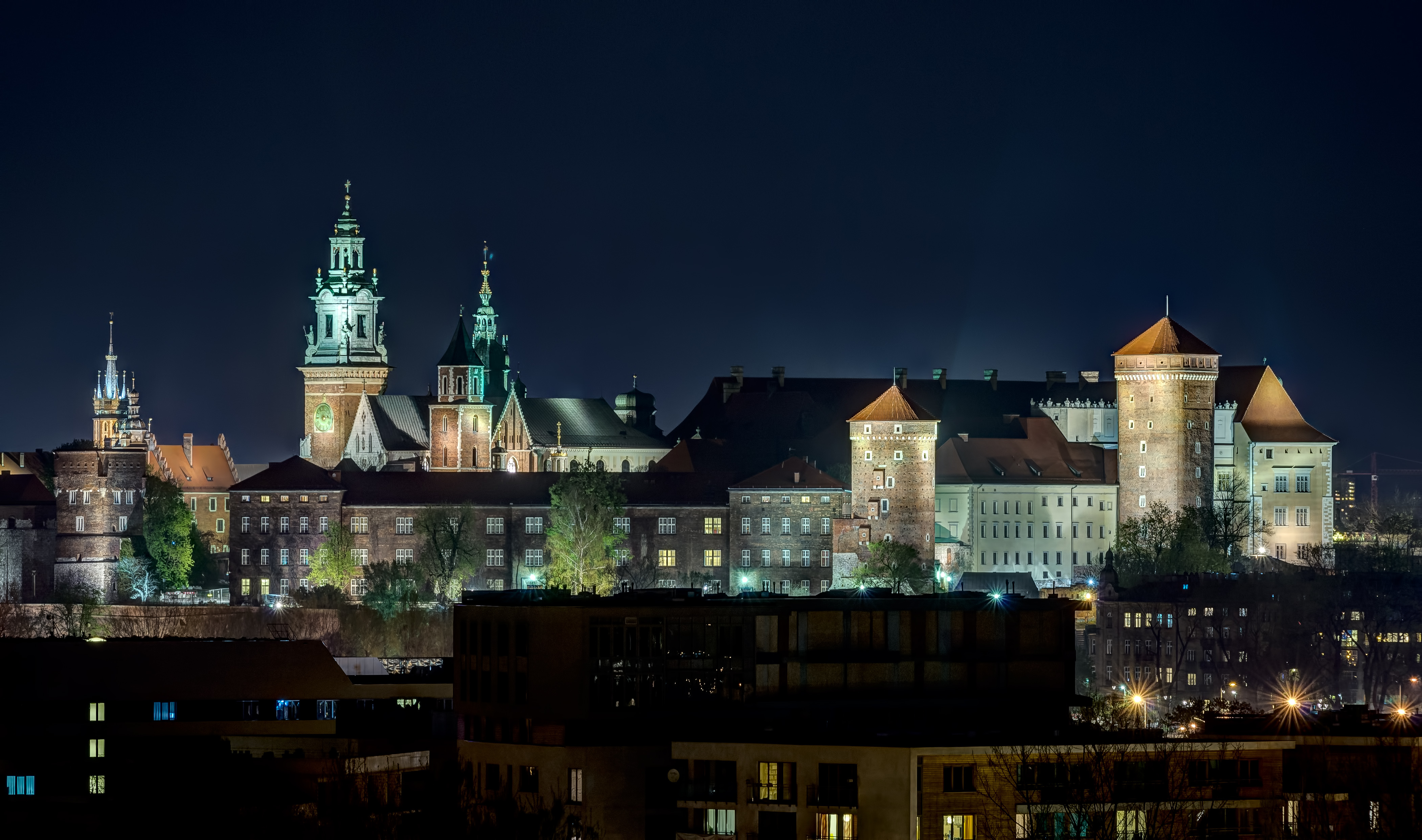
Освещенная Вавель и собор

Ва́вель (пол. Wawel) — холм и архитектурный комплекс в Кракове, на левом берегу Вислы. Высота — 228 метров над уровнем моря. Находится на территории административного района Дзельница I Старе-Място.
На вавельском холме расположен комплекс архитектурных памятников, из которых важнейшие — Королевский замок и кафедральный собор Святых Станислава и Вацлава. Вавель — символ Польши и место, имеющее особое значение для польского народа. Архитектурный комплекс находится под управлением учреждения культуры «Королевский замок на Вавеле — Государственное собрание искусства».

## История
Раскопки показали, что уже в XI веке на месте Вавеля находилось укрепленное поселение племени вислян. Каменные укрепления начали возводиться Вацлавом II в 1290—1300 годах, а в XIV веке холм был перестроен Казимиром III Великим в готическом стиле. Около 1340 года стены замка и города были соединены.
После пожара 1499 года Александр Ягеллон начал перестройку Вавеля, пик которой пришёлся на время правления Сигизмунда I Старого. Однако новый пожар в 1595 году привёл к частичному разрушению замка.

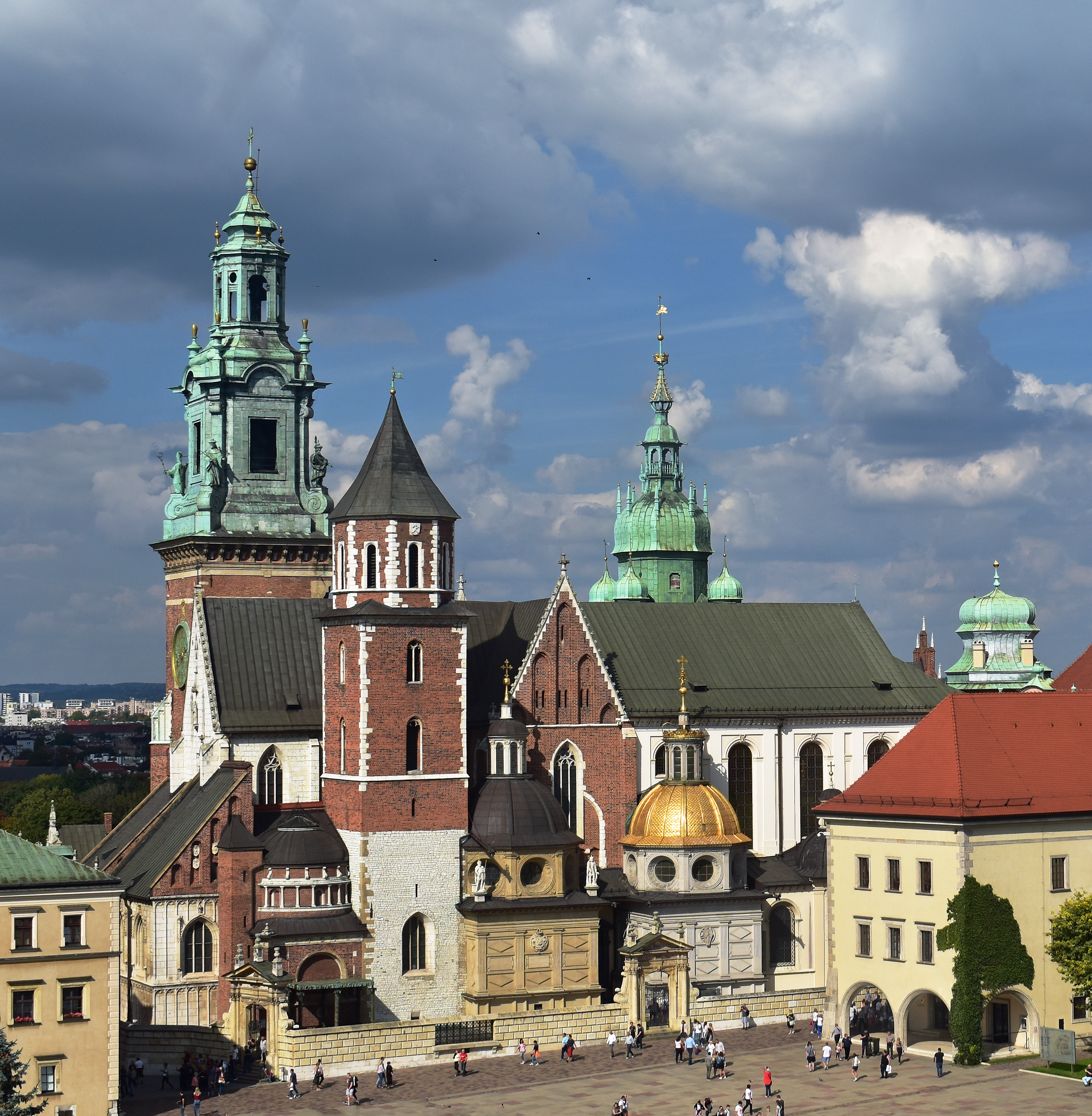
Вавельский собор Св. Станислава и Вацлава

В 1609 году Сигизмунд III Ваза оставил замок, после чего начался период упадка. Несмотря на это замок остаётся коронационным замком для польских королей, здесь в сокровищнице хранилась королевская корона.
В Кафедральном соборе хоронили польских монархов (в том числе королева Ядвига, Стефан Баторий, Ян Собеский, Август Сильный), а позднее — также величайших польских поэтов (Адам Мицкевич, Юлиуш Словацкий) и видных политических деятелей (Тадеуш Костюшко, Юзеф Пилсудский, Юзеф Понятовский, Владислав Сикорский).
В 1655—1657 году Вавель был разграблен, а в 1702 году — сожжён шведами в результате Великой Северной войны.
В 1724—1728 годах предпринимается попытка реконструкции комплекса, однако после утраты Польшей независимости Вавель был превращён в казарму для австрийского гарнизона и пришёл в упадок, изначальные интерьеры не сохранились.
В 1905 году поляки выкупили Вавель у австрийского правительства, и он перешёл в собственность краковского магистрата. Тогда же начались реставрационные работы, продолжающиеся до настоящего времени.
Во время Второй мировой войны в Вавельском замке размещалась резиденция немецкого генерал-губернатора Польши Ганса Франка.
В XX веке вавельская кафедра прославилась тем, что её епископом был Кароль Войтыла — будущий Папа Римский Иоанн Павел II.

## Современность
8 сентября 1994 года указом польского президента Леха Валенсы Вавель был объявлен Памятником истории.
В настоящее время в замке расположена экспозиция, посвящённая быту польских королей — покои, тронный зал, оружейная палата и сокровищница.
18 апреля 2010 года в Вавельском замке был похоронен президент Польши Лех Качиньский и его супруга Мария, трагически погибшие 10 апреля 2010 года в авиакатастрофе в Смоленске.

## Объекты Вавеля

### Архитектура
- Административное здание
- Викарувка (дом викария)
- Ворота Бартоломео Берреччи
- Госпиталь
- Здание семинарии
- Кафедральный дом
- Королевский замок
- Королевская кухня
- Ротонда Пресвятой Девы Марии
- Собор Святых Станислава и Вацлава
- Церковь святого Гереона
- Церковь святого Михаила
- Церковь святого Георгия
- Часовня Сигизмунда
- Башня Сигизмунда с колоколом Сигизмунда
  - Колокол, финансируемый королем в 1520 году, оставался самым большим польским колоколом до конца двадцатого века. Он звонил в исключительные моменты (в наше время это были такие события, как смерть Юзефа Пилсудского, смерть Болеслава Берута, избрание Кароля Войтылы Папой, присоединение Польши к ЕС). Сегодня краковские епископы используют его довольно часто, что снижает важность колокола Сигизмунда. Колокольня открыта для посещения туристами.[2]

### Фортификация
- Бастион Владислава IV
- Бернардинские ворота
- Ворота Вазов
- Гербовые ворота
- Злодейская башня
- Паненская башня
- Сандомирская башня
- Сенаторская башня
- Тенчинская башня
- Шляхетская башня

### Учреждения
- Королевский замок на Вавеле — Государственное собрание искусства

### Другие объекты
- Вавельский дракон
- Вавельская чакра
- Двор Стефана Батория
- Королевские сады
- Несохранившийся Вавель
- Памятник Тадеушу Костюшко